# Dutch Open 2003
Il Dutch Open 2003 (conosciuto anche come Priority Telecom Open) è stato un torneo di tennis giocato sulla terra rossa.
È stata la 46ª edizione del Dutch Open, che fa parte della categoria International Series nell'ambito dell'ATP Tour 2003. 
Si è giocato allo Sportlokaal de Bokkeduinen di Amersfoort nei Paesi Bassi, dal 14 al 20 luglio 2003.

## Campioni

### Singolare
Nicolás Massú ha battuto in finale  Raemon Sluiter con il punteggio di 6–4, 7–6(3), 6–2

### Doppio
Devin Bowen /  Ashley Fisher hanno battuto in finale  André Sá /  Chris Haggard con il punteggio di 6–0, 6–4